# Olivier Echouafni
Olivier Echouafni (født 13. september 1972) er en tidligere fransk fodboldspiller, der bl.a spillede midtbane for Ligue 1-klubben OGC Nice. Han er pt. cheftræner for den franske kvindetopklub Paris Saint-Germain Féminines, siden 2018.
Han har tidligere været cheftræner for Ligue 2-klubben FC Sochaux-Montbéliard en enkelt sæson, inden han blev ansat som landstræner for Frankrigs kvindefodboldlandshold, hvor han afløste Philippe Bergeroo. Den opgave havde han blot et år, men nåede at deltage ved EM i fodbold for kvinder 2017, hvor holdet nåede en kvartfinale.